# Pojkarnas kombination i alpin skidåkning vid olympiska vinterspelen för ungdomar 2020
Pojkarnas kombination i alpin skidåkning vid olympiska vinterspelen för ungdomar 2020 hölls på Les Diablerets Alpine Centre, Schweiz, den 10 januari (Super-G) och 11 januari 2020 (slalom). Resultaten från Super G-tävlingen räknades in i resultatet för kombinationstävlingen.

## Resultat
Super G-tävlingen startade den 10 januari klockan 13:30. Slalomtävlingen startade den 11 januari klockan 10:30.
| Pl. | Nr | Namn                  | Nation         | Super G         | Pl.             | Slalom          | Pl.             | Totalt          | Skillnad        |
| --- | -- | --------------------- | -------------- | --------------- | --------------- | --------------- | --------------- | --------------- | --------------- |
| 1   | 37 | Auguste Aulnette      | Frankrike      | 55,27           | 9               | 33,14           | 1               | 1.28,41         |                 |
| 1   | 15 | Mikkel Remsøy         | Norge          | 55,04           | 6               | 33,37           | 2               | 1.28,41         |                 |
| 3   | 11 | Adam Hofstedt         | Sverige        | 54,56           | 1               | 34,13           | 7               | 1.28,69         | +0,28           |
| 4   | 24 | Philip Hoffmann       | Österrike      | 55,35           | 10              | 33,40           | 3               | 1.28,75         | +0,34           |
| 5   | 17 | Luc Roduit            | Schweiz        | 54,76           | 3               | 34,40           | 10              | 1.29,16         | +0,75           |
| 6   | 10 | Victor Bessière       | Frankrike      | 54,80           | 4               | 34,53           | 11              | 1.29,33         | +0,92           |
| 7   | 2  | Baptiste Sambuis      | Frankrike      | 55,44           | 13              | 34,04           | 6               | 1.29,48         | +1,07           |
| 8   | 6  | Jaakko Tapanainen     | Finland        | 55,98           | 22              | 33,89           | 5               | 1.29,87         | +1,46           |
| 9   | 22 | Max Geissler-Hauber   | Tyskland       | 55,83           | 18              | 34,17           | 8               | 1.30,00         | +1,59           |
| 10  | 5  | Silvano Gini          | Schweiz        | 55,49           | 14              | 34,81           | 13              | 1.30,30         | +1,89           |
| 11  | 13 | Simen Sellæg          | Norge          | 55,21           | 8               | 35,12           | 15              | 1.30,33         | +1,92           |
| 12  | 31 | Edoardo Saracco       | Italien        | 56,86           | 30              | 33,67           | 4               | 1.30,53         | +2,12           |
| 13  | 3  | David Kubeš           | Tjeckien       | 55,01           | 5               | 35,69           | 20              | 1.30,70         | +2,29           |
| 14  | 4  | Sandro Zurbrügg       | Schweiz        | 55,85           | 19              | 35,27           | 16              | 1.31,12         | +2,71           |
| 15  | 25 | Konstantin Stoilov    | Bulgarien      | 56,77           | 28              | 35,08           | 14              | 1.31,85         | +3,44           |
| 16  | 26 | Rok Stojanovič        | Slovenien      | 57,03           | 31              | 35,41           | 17              | 1.32,44         | +4,03           |
| 17  | 46 | Oskar Gillberg        | Sverige        | 58,22           | 38              | 34,30           | 9               | 1.32,52         | +4,11           |
| 18  | 33 | Nicolás Pirozzi       | Chile          | 56,76           | 27              | 35,85           | 21              | 1.32,61         | +4,20           |
| 19  | 9  | Daniel Gillis         | USA            | 56,32           | 25              | 36,42           | 26              | 1.32,74         | +4,33           |
| 20  | 44 | Tvrtko Ljutić         | Kroatien       | 58,45           | 41              | 34,72           | 12              | 1.33,17         | +4,76           |
| 21  | 42 | Bartłomiej Sanetra    | Polen          | 57,38           | 33              | 35,88           | 22              | 1.33,26         | +4,85           |
| 22  | 41 | Louis Latulippe       | Kanada         | 58,24           | 39              | 35,50           | 19              | 1.33,74         | +5,33           |
| 23  | 27 | Harrison Messenger    | Nya Zeeland    | 57,59           | 34              | 36,25           | 25              | 1.33,84         | +5,43           |
| 24  | 28 | Teo Žampa             | Slovakien      | 55,92           | 21              | 38,02           | 33              | 1.33,94         | +5,53           |
| 25  | 35 | Matthew Ryan          | Irland         | 58,70           | 45              | 35,41           | 17              | 1.34,11         | +5,70           |
| 26  | 57 | Ohra Kimishima        | Japan          | 58,52           | 42              | 36,02           | 23              | 1.34,54         | +6,13           |
| 27  | 39 | Ty Acosta             | Andorra        | 57,90           | 37              | 36,79           | 28              | 1.34,69         | +6,28           |
| 28  | 54 | Louis Masquelier      | Belgien        | 58,58           | 44              | 36,42           | 26              | 1.35,00         | +6,59           |
| 29  | 60 | Maxx Parys            | USA            | 59,01           | 46              | 36,13           | 24              | 1.35,14         | +6,73           |
| 29  | 32 | Taras Filiak          | Ukraina        | 57,60           | 35              | 37,54           | 32              | 1.35,14         | +6,73           |
| 31  | 61 | Gauti Guðmundsson     | Island         | 1.01,32         | 51              | 36,85           | 29              | 1.38,17         | +9,76           |
| 32  | 59 | Kim Si-won            | Sydkorea       | 1.01,96         | 53              | 37,09           | 31              | 1.39,05         | +10,64          |
| 33  | 47 | Uglješa Pantelić      | Serbien        | 60,97           | 49              | 38,75           | 34              | 1.39,44         | +11,03          |
| 34  | 45 | Derin Berkin          | Turkiet        | 1.02,61         | 55              | 36,87           | 30              | 1.39,48         | +11,07          |
| 35  | 43 | Ezio Leonetti         | Albanien       | 60,97           | 48              | 40,55           | 35              | 1.40,74         | +12,33          |
| 36  | 55 | Mirko Lazarevski      | Nordmakedonien | 1.03,43         | 56              | 40,58           | 36              | 1.44,01         | +15,60          |
| 37  | 7  | Marco Abbruzzese      | Italien        | 55.52           | 15              | Fullföljde inte | Fullföljde inte | Fullföljde inte | Fullföljde inte |
| 37  | 8  | Rok Ažnoh             | Slovenien      | 54,62           | 2               | Fullföljde inte | Fullföljde inte | Fullföljde inte | Fullföljde inte |
| 37  | 14 | Marinus Sennhofer     | Tyskland       | 55,40           | 12              | Fullföljde inte | Fullföljde inte | Fullföljde inte | Fullföljde inte |
| 37  | 16 | Gian Maria Illariuzzi | Italien        | 55,61           | 16              | Fullföljde inte | Fullföljde inte | Fullföljde inte | Fullföljde inte |
| 37  | 18 | Valentin Lotter       | Österrike      | 56,13           | 24              | Fullföljde inte | Fullföljde inte | Fullföljde inte | Fullföljde inte |
| 37  | 19 | Roman Zverian         | Ryssland       | 56,80           | 29              | Fullföljde inte | Fullföljde inte | Fullföljde inte | Fullföljde inte |
| 37  | 20 | Tiziano Gravier       | Argentina      | 55,07           | 7               | Fullföljde inte | Fullföljde inte | Fullföljde inte | Fullföljde inte |
| 37  | 21 | Trent Pennington      | USA            | 55,88           | 20              | Fullföljde inte | Fullföljde inte | Fullföljde inte | Fullföljde inte |
| 37  | 29 | Martin Križaj         | Slovenien      | 55,61           | 16              | Fullföljde inte | Fullföljde inte | Fullföljde inte | Fullföljde inte |
| 37  | 30 | Jack Cunningham       | Storbritannien | 56,36           | 26              | Fullföljde inte | Fullföljde inte | Fullföljde inte | Fullföljde inte |
| 37  | 34 | Bautista Alarcón      | Argentina      | 57,30           | 32              | Fullföljde inte | Fullföljde inte | Fullföljde inte | Fullföljde inte |
| 37  | 36 | Mackenzie Wood        | Kanada         | 58,27           | 40              | Fullföljde inte | Fullföljde inte | Fullföljde inte | Fullföljde inte |
| 37  | 38 | Juan Sánchez          | Spanien        | 57,62           | 36              | Fullföljde inte | Fullföljde inte | Fullföljde inte | Fullföljde inte |
| 37  | 40 | Thomas Hoffman        | Australien     | 56,05           | 23              | Fullföljde inte | Fullföljde inte | Fullföljde inte | Fullföljde inte |
| 37  | 48 | Andrei Tudor Stanescu | Rumänien       | 58,52           | 42              | Fullföljde inte | Fullföljde inte | Fullföljde inte | Fullföljde inte |
| 37  | 49 | Joey Steggall         | Australien     | 59,38           | 47              | Fullföljde inte | Fullföljde inte | Fullföljde inte | Fullföljde inte |
| 37  | 50 | Roham Saba            | Iran           | 1.04,45         | 57              | Fullföljde inte | Fullföljde inte | Fullföljde inte | Fullföljde inte |
| 37  | 51 | Christos Marmarellis  | Grekland       | 1.01,73         | 52              | Fullföljde inte | Fullföljde inte | Fullföljde inte | Fullföljde inte |
| 37  | 52 | Vladislav Shlemov     | Kazakstan      | 1.01,15         | 50              | Fullföljde inte | Fullföljde inte | Fullföljde inte | Fullföljde inte |
| 37  | 53 | Tamás Trunk           | Ungern         | 1.02,10         | 54              | Fullföljde inte | Fullföljde inte | Fullföljde inte | Fullföljde inte |
| 37  | 58 | Lukas Ermeskog        | Sverige        | 55,38           | 11              | Fullföljde inte | Fullföljde inte | Fullföljde inte | Fullföljde inte |
| 37  | 1  | Sindre Myklebust      | Norge          | Fullföljde inte | Fullföljde inte | Fullföljde inte | Fullföljde inte | Fullföljde inte | Fullföljde inte |
| 37  | 23 | Robert Holmes         | Storbritannien | Fullföljde inte | Fullföljde inte | Fullföljde inte | Fullföljde inte | Fullföljde inte | Fullföljde inte |
| 37  | 62 | Eduard Hallberg       | Finland        | Fullföljde inte | Fullföljde inte | Fullföljde inte | Fullföljde inte | Fullföljde inte | Fullföljde inte |
| 37  | 12 | Vincent Wieser        | Österrike      | Diskvalificerad | Diskvalificerad | Diskvalificerad | Diskvalificerad | Diskvalificerad | Diskvalificerad |
| 37  | 56 | Mackenson Florindo    | Haiti          | Startade inte   | Startade inte   | Startade inte   | Startade inte   | Startade inte   | Startade inte   |